# Hermann Kesser
Hermann Kesser, född 4 augusti 1880, död 5 april 1952, var en tysk författare.
Bland Hermann Kessers romaner och novellsamlingar märks Das Verbrechen der Elise Geitler (1912), Lukas Langkofler (1912, från motreformationens tid), Die Stude des Martin Jochner (1916), Die Peitsche (1919, från antikens Rom), Schwester (1926, svensk översättning Vittnet syster Henriette, 1930), Strassenmann (1926) och Musik in der Pension (1928). Bland hans dramer märks Kaiserin Messalina (1914), Summa Summarum (1920), Die Brüder (1921), Beate (1924) och Rotation (1931). Kesser skrev även essäer som Vorbereitung (1918) och Vom Chaos zur Gestaltung (1925) med bland annat en intressant Strindbergskaraktäristik.